# Lia Fáil

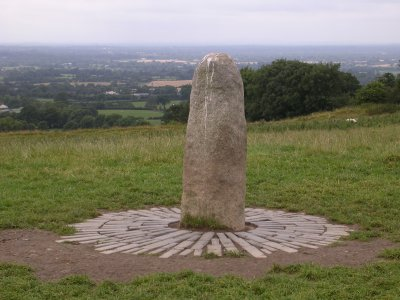
Piatra Destinului Lia Fáil

Lia Fáil (Pietrele care au făcut regi) este o piatră din Irlanda, care deservea ca loc de încoronare pentru regi.
În momentul când regele Irlandei a fost încoronat, Piatra Destinului, sau Lia Fáil, a scos un strigăt în semn de încuviințare. Piatra se află la 32 de kilometri de Dublin, în locul antic Tara, sacru încă din Neolitic și centrul legendar al Irlandei. Ea are o vechime necunoscută, dar legenda spune că a fost unul dintre cele patru talismane aduse în Irlanda de către Poporul Fermecat al Zeiței Danu.
În Irlanda regii pot fi aleși: ei nu moștenesc neapărat tronul. O metodă de alegere a noului suveran era prin efectuarea unor ritualuri care culminau cu o viziune a celui ales. Convocat la Tara, el era instalat ca rege pe sau lângă Lia Fáil.
Sursa de documentare:
2 Fragmente din Cartea Explorarea Necunoscutului de la Editura Reader's Digest